# 里德鎮區 (克萊頓縣)
里德鎮區（Read Township），美国艾奥瓦州克莱顿县的一个鎮區，总面积70.21平方公里，总人口300（2000年美国人口普查）。